# Oligia instructa
Oligia instructa là một loài bướm đêm trong họ Noctuidae.